# روبرت كريغتون باك
روبرت كريغتون باك (بالإنجليزية: Robert Creighton Buck)‏ هو رياضياتي أمريكي، ولد في 30 أغسطس 1920 في سينسيناتي في الولايات المتحدة، وتوفي في 1 فبراير 1998 في ويسكونسن في الولايات المتحدة.